# Grincement
 (septembre 2024).
Si vous disposez d'ouvrages ou d'articles de référence ou si vous connaissez des sites web de qualité traitant du thème abordé ici, merci de compléter l'article en donnant les références utiles à sa vérifiabilité et en les liant à la section « Notes et références ».
Un grincement est un bruit produit par le frottement de certains corps entre eux, notamment de plusieurs dents l'une contre l'autre. Il est généralement considéré comme désagréable, en particulier lorsqu'il est généré par les gonds d'une porte ou d'une fenêtre. On peut alors le réduire ou le supprimer en ajoutant de l'huile ou tout autre lubrifiant sur le mécanisme. Il est néanmoins parfois généré à dessein, par exemple au cinéma dans les films d'horreur, où il sert à installer une ambiance lugubre dans une maison qui sert de décor et alors apparaît plus vieille. Il est souvent, dans ce cas, accompagné de craquements.